# Ботин, Михаил Иванович
Михаил Иванович Ботин (15 ноября 1903 — 17 октября 1982) — председатель колхоза «Коллективный труд» Ухтомского района Московской области, Герой Социалистического Труда (07.04.1949).

## Биография
Родился в 1903 году в с. Котельники Ухтомской волости Московского уезда Московской губернии. Сын кулака Ивана Петровича Ботина-Курочкина 1878 года рождения, репрессированного в 1937 году (умер 10 июня 1942 года в Свободненском ИТЛ).
С 1940 года председатель колхоза «Коллективный труд» Ухтомского района Московской области.
В 1948 году его колхоз произвёл 11,2 тонны свинины в живом весе на 111,5 гектара закреплённой облагаемой пашни. За это достижение Указом Президиума Верховного Совета СССР присвоено звание Героя Социалистического Труда с вручением ордена Ленина и медали «Золотая Звезда».
Руководил хозяйством до его присоединения к колхозу имени Ленина. Потом — бригадир Котельниковской бригады.